# Hydraena rufipennis
Hydraena rufipennis är en skalbaggsart som beskrevs av Boscá Berga 1932. Hydraena rufipennis ingår i släktet Hydraena och familjen vattenbrynsbaggar. Inga underarter finns listade i Catalogue of Life.